# Смирнов, Юрий Петрович
Смирнов Юрий Петрович (23 августа 1938, Сархорн, Чебоксарский район, Чувашская АССР, РСФСР, СССР — 18 сентября 2010, Чебоксары, Российская Федерация) — советский и российский историк, организатор исторического образования. Доктор исторических наук (1998).
Декан исторического факультета (2002—2008); заведующий кафедрами Отечественной истории XX века (с 1994) и Документоведения и документационного обеспечения управления (с 2008) Чувашского государственного университета им. И. Н. Ульянова;, профессор (1994) ЧГУ им. И. Н. Ульянова.

## Биография
Родился 23 августа 1938 года в деревне Сархорн Ишлейского района Чувашской АССР (ныне Чебоксарский район Чувашской Республики). Был старшим сыном в многодетной семье сельского учителя, участника Великой Отечественной войны.
После окончания Янгильдинской школы выпускник Юра Смирнов по комсомольской путёвке выехал на Север на строительство вторых путей Печорской железной дороги. В 1955-57 годах работал плотником спецколонны № 107 Южпечорстроя. Оттуда в 1957 году был призван в Советскую Армию, в рядах которой служил до 1960 года механиком авиационного вооружения в Заполярье и в Карелии.
В 1960-64 годах на различных должностях в комсомольских органах Карелии и Чувашии, работал и райкоме комсомола, затем — председателем спортивных обществ.
После демобилизации вернулся в Чувашию и работал в обкоме ВЛКСМ. Затем поступил на историко-филологический факультет Чувашского государственного педагогического института им. И. Я. Яковлева. Специальность «историк-преподаватель» и диплом с отличием были получены уже в новом вузе, так как коллектив факультета был переведен в созданный Чувашский государственный университет
Окончил Чувашский государственный университет в 1968 году, там же аспирантуру в 1970 году у И. Д. Кузнецова.

### Административная карьера
По окончании учёбы работал в областных комитетах ВЛКСМ и КПСС в Чувашской АССР, одновременно с 1970 года работал в Чувашском государственном университете им. И. Н. Ульянова. С открытием в ЧГУ аспирантуры поступил на учёбу; научным руководителем Ю. Смирнова стал доктор исторических наук профессор И. Д. Кузнецов.
Досрочно в феврале 1973 году Ю. П. Смирнов в Горьковском государственном университете имени Н. И. Лобачевского защитил диссертацию на тему «Рабочий класс Чувашии 1959-65 гг.», которая стала основным направлением научных интересов.
В 1994 году утвержден в учёном звании профессора и возглавил кафедру Отечественной истории XX века. За годы руководства был открыт компьютерный класс, действует аспирантура, а с 2001 года — докторантура.
В 1998 году — докторскую диссертацию в Московском государственном университете имени М. В. Ломоносова. Научные результаты отражены в более чем 150 трудах, в том числе 8 монографиях и учебных пособиях.
В ЧГУ был ассистент, старший преподаватель, доцент, профессор. С 2002 года по 2008 год — декан исторического факультета.
Смирнов был участником более 50 международных и всероссийских научных конференций. Смирнов являлся членом диссертационного совета, а с 2001 г. его возглавлял
С апреля 2008 года работал заведующим кафедрой документоведения и документационного обеспечения управления на историческом факультете ЧГУ.
Председателем регионального совета по защите докторских диссертаций. За девять лет его работы Высшей аттестационной комиссией Российской Федерации, утверждены все двенадцать докторских и более шестидесяти кандидатских диссертаций.
Возглавлял диссертационный совет по специальностям «Отечественная история», «Этнография, этнология и антропология» в ЧГУ.
Будучи в 1991—1994 гг. директором издательства Чувашского университета Ю. П. Смирнов обеспечил издание ряда фундаментальных трудов по различным аспектам естественных и гуманитарных наук, а также немало учебников и методических пособий.
С этого год работал в Чувашском государственном университете ассистентом, старшим преподавателем, с 1994 года — заведующим кафедрой отечественной истории XX века.
Председатель диссертационных советов по специальностям «Отечественная история», «Этнография, этнология и антропология» в ЧГУ им. И. Н. Ульянова (с 2001)

### Научная и преподавательская деятельность
Ю. Смирнов руководил научно-исследовательскими программами «Актуальные проблемы истории индустрии автономных республик России», «История народов Среднего Поволжья», «Компьютеризация учебного процесса студентов-историков». Занимается исследованием истории индустриального развития и рабочего класса национальных республик Российской Федерации, высшей школы, применения математических методов в исторических исследованиях.
Им созданы такие научные направления, как история промышленности и рабочего класса автономных республик РСФСР, математические методы и компьютерные технологии в изучении прошлого, открыты специальности «Историко-архивоведение», «Документоведение и ДОУ»
Автор свыше 150 научных трудов, в том числе 8 монографий, составитель 16 межвузовских научных сборников, 20 учебных пособий. Специалист по истории индустриального развития и рабочего класса национальных республик РСФСР, высшей школы, применения математических методов в исторических исследованиях
Ю. П. Смирнов вел курс лекций и практических занятий по отечественной истории, спецкурсы: «Историография Великой Отечественной войны», «История рабочего класса России», «Внешняя политика Советского государства», "Применение математико-статистических методов в исторических исследованиях.
Ю. П. Смирнов принимал участие в создании музея Чебоксарского завода промышленных тракторов (ЧЗПТ): он стал не только идейным вдохновителем этого начинания, но и его консультантом и организатором.
Итоговым трудом по рабочей тематике стала докторская диссертация «Индустрия автономных республик Поволжья в середине 50 — конце 80-е годы: достижения и нереализованные возможности», защищенная Ю. П. Смирновым в 1998 г. в Московском государственном университете. Им написаны монографии и брошюры по истории интеллигенции, вычислительной техники, внешней политики в годы второй мировой войны. Под авторством Ю. П. Смирнова опубликованы книги об историках В. В. Алексееве, У. Б. Белялове, В. Д. Димитриеве, И. Д. Кузнецове, филологе Г. Е. Корнилове. Под его руководством и по его инициативе издано 11 межвузовских сборников статей по истории индустрии и рабочего класса автономных республик Российской Федерации.
Смирнов был участником более 40 международных и всероссийских научных конференций; имел широкий круг научных контактов с учеными Москвы, Санкт-Петербурга, Нижнего Новгорода, Екатеринбурга, Казани, Самары, Уфы, Сыктывкара, Ижевска, Саранска и т. д.
Под научным руководством защитились пять докторов и двенадцать кандидатов наук. Ученики сегодня трудятся во многих научно-образовательных центрах, в том числе и в Чебоксарском кооперативном институте.
Специалист в области истории индустриального развития и рабочего класса национальных Республик Российской Федерации. Докторскую диссертацию защитил на тему «Индустрия автономных республик Поволжья в середине 50- конце 80-х г.г.: достижения и нереализованные возможности». Юрий Петрович автор 110 научных трудов, в том числе — 8 монографий. Редактор 11 сборников статей по истории индустрии и рабочего класса автономных республик Российской Федерации. Член Международной Ассоциации «История и компьютер». Профессор Ю. П. Смирнов был участником 40 международных и всероссийских конференций; специалист по истории индустриального развития и рабочего класса национальных республик России.

## Семья, личная жизнь и ученики
Вместе с супругой Евгенией Николаевной, бывшей заведующей учебной частью ЧГУ , Ю. П. Смирнов вырастил сына и дочь, имеет внучку.
Ученик - доктор исторических наук, профессор Степанов, Владимир Ростиславович

## Отзывы
Проректор по учебной работе ЧГУ А. Ю. Александров, выступая перед собравшимися, поделился своими воспоминаниями о профессоре Ю. П. Смирнове, отметил большой вклад ученого в развитие исторической науки и научной деятельности университета. Он подчеркнул высокий профессионализм и нравственный облик учеников профессора и пожелал дальнейших успехов в развитии научного потенциала его ученикам и последователям.
Положительно отзывался Ректор Чебоксарского кооперативного института Российского университета кооперации, депутат Государственного Совета Чувашской Республики В. В. Андреев.

## Награды и почётные звания
- Медаль «За доблестный труд. В ознаменование 100-летия со дня рождения Владимира Ильича Ленина»[5];
- Медаль «Ветеран труда»;
- Заслуженный профессор Чувашского государственного университета имени И. Н. Ульянова;
- Заслуженный работник высшей школы Чувашской Республики (1993);
- Памятный знак ЦК ВЛКСМ «50 лет с именем Ленина»;,
- Бронзовая медаль Чехословацкого Союза молодежи за социалистическое воспитание[4];
- Благодарности от ректората Чувашского государственного университета имени И. Н. Ульянова.

## Работы
- Смирнов Ю. П. Рабочий класс автономных республик РСФСР в условиях развитого социализма. — Чебоксары: Издательство ЧГУ им. И. Н. Ульянова, 1985. — 77 с.
- Смирнов Ю. П. Индустрия автономных республик Поволжья в середине 50-х — конце 80-х годов: достижения и нереализованные возможности. — М.: МГУ им. М. В. Ломоносова, 1998.
- Смирнов Ю. П. Индустриальное развитие автономных республик Поволжья и Приуралья в 50-80-е гг.: опыт и проблемы. — Чебоксары, 1996.
- Смирнов Ю. П. Рабочий класс автономных республик РСФСР. — Чебоксары, 1985.
- Смирнов Ю. П. Индустриальное развитие автономных республик Поволжья в 50-80-е годы: опыт и проблемы. — Чебоксары, 1996
- Смирнов Ю. П. История вычислительной техники: Становление и развитие / Под ред. А. Н. Тихонова. — Чебоксары: Издательство ЧГУ им. И. Н. Ульянова, 1994. — 177 с.

Изданы в соавторстве
- Смирнов Ю. П., Степанов В. Р. Вурнарский химический. У истоков химической промышленности Чувашии. История предприятия. 1929—1990. — Чебоксары, 1991.
- Смирнов Ю. П., Степанов В. Р. У истоков химической промышленности Чувашии. К истории Вурнарского химзавода. — Чебоксары, 1992.
- Смирнов Ю. П., Степанов В. Р. Индустриальное развитие Чувашии в 1946—1990 гг. — Чебоксары, 1990.
- Смирнов Ю. П., Кузнецов И. Д. История Козловского завода автофургонов. — Чебоксары, 1984.
- Зубков К. И., Смирнов Ю. П. Исследователь региональной истории России В. В. Алексеев. Чебоксары, 1995.
- Фроянов И. Я., Смирнов Ю. П. Историк, исследователь, ученый В. Д. Димитриев. — Чебоксары: Издательство ЧГУ им. И. Н. Ульянова, 1994. — 68 с.
- Смирнов Ю. П., Александров Г. А. Чуваши в дореволюционных учебных заведениях / Под ред. Л. П. Куракова. — Чебоксары: Издательство ЧГУ им. И. Н. Ульянова, 1994. — 96 с.
- Смирнов Ю. П., Денисов П. В. Союз рабочих, крестьян и интеллигенции автономных республик РСФСР в условиях социализма: межвузовский сборник. — Чебоксары: Издательство ЧГУ им. И. Н. Ульянова, 1986. — 128 с.
- Социальная активность рабочей молодежи автономных республик РСФСР / Редкол.: Ю. П. Смирнов (отв. ред.) и др. — Чебоксары: Издательство ЧГУ им. И. Н. Ульянова, 1988.
- Социалистическое соревнование рабочих автономных республик РСФСР в условиях развитого социализма / Редкол.: Ю. П. Смирнов (отв. ред.) и др. — Чебоксары: Издательство ЧГУ им. И. Н. Ульянова, 1982.
- Аграрный строй Среднего Поволжья в этническом измерении / Отв. ред. Ю. П. Смирнов. — М.: ИНИОН РАН РФ, 2005.
- Служение истории: сборник научных статей / Редкол.: Ю. П. Смирнов (отв. ред.) и др. — Чебоксары: Издательство ЧГУ им. И. Н. Ульянова, 2005